# トライアンフ・1300
トライアンフ・1300（Triumph 1300 ）は、レイランド・モータース傘下でイギリスのコヴェントリーにあったスタンダード・トライアンフが製造していた中型/小型の4ドアサルーンである。人気のあったヘラルドを代替する目的で1965年から生産が始まり、1970年代に再設計されてドロマイト・シリーズとなった。
トライアンフ・1300は大型のトライアンフ・2000と似たスタイリングを持つジョヴァンニ・ミケロッティがデザインしたボディの小型豪華4ドア・サルーンであり、1965年10月のロンドン・モーターショーで初披露された。スタンダード・トライアンフ社（及びその親会社のレイランド・モータース）はこの車を人気があったヘラルドの後継車とすることを意図していた。

## 構造
1300はレイランド初の前輪駆動（FWD）の車であった。当時の主要な競合企業であったBMCがミニやベストセラーであったBMC・1100といった3車種のFWD車を製品群に擁していたことで、レイランドは1100の目覚しい成功の余波がトライアンフの新型車に及ぶことを望んでいた。トライアンフはBMCの横置きエンジン配置とは異なる縦置きエンジンの後部に下に重ねてトランスミッションを配置した（しかしオイルは共用していない）。このエンジン/ギアボックス2段重ね配置は上下方向に嵩張ることとなり、スタイリングの自由度に制限を加えることとなった。このエンジンは元々は1953年のスタンダード・エイト（Standard Eight）の803ccエンジンから始まったものであり、トライアンフ・ヘラルド13/60に使用されていた1,296ccエンジンと同一のものであった。保守的なOHVの直列4気筒は単装のストロンバーグ製キャブレター付き（ヘラルド13/60にも使用された）で61 hp (45 kW)を発生し、オールシンクロメッシュ機構付きの4速マニュアルトランスミッション（MT）と組み合わせられた。前輪サスペンションはショックアブソーバー／コイルバネを擁したダブルウィッシュボーン式サスペンション、後輪サスペンションはトライアンフ・2000と同様にセミトレーリングアーム式サスペンションとコイルバネの組み合わせであった。

## スタイリング
背の高いエンジン/ギアボックス2段重ね配置にある程度影響を受けたスタイリングは幾分風変わりなもので、トライアンフ・2000との近似性をも強く感じさせるものであった。前部は2000の顔をつぶした様な顔周りに2灯ヘッドライトを持ち、後部はほぼコーダトロンカ状に切り落とした非常に短いトランク部となっていた。屋根は後部窓の上部まで明確に張り出していた。1300には4ドア・サルーンのみが用意されていた。

## 内装
内装は木製ダッシュボードに覆われた計器盤、木製のドアトリム、調節可能なステアリングコラム、空気を通すPVC表皮の快適な座席を備えていた。室内換気の排出口は屋根後端の裏側にあった。車室内はかなり広く、トランスミッション部は幾分大きく張り出していたが運転はし易く、かなり納得できる性能を有していた。分厚いフロアカーペットを含む標準装備は奢られていたが、後部窓のデフォッガーは用意されていなかった。背もたれは倒れなかったが前席の高さと傾きはかなりの調節が利いた。ハンドルは上下方向ばかりでなく前後方向へも調節できた。安全性の観点からドアハンドルはドア内張りに埋め込まれており衣類が引っかかることがないように配慮されており、（不用意な操作防止のため）ドア窓の昇降ハンドルも同様にバネ仕掛けの埋め込み式であった。計器盤には速度計、燃料計、水温計、電圧計と「円グラフ」状に配された警告灯の集合ランプを備えていた。後部座席の中央には収納可能な肘掛があった。

## 1300TC
1968年に1300TCが追加された。TCは連装SUキャブレターを備えたトライアンフ・スピットファイアが搭載していた公称75 hp (56 kW)のエンジンを使用しており、控えめな「TC」バッジで判別することができた。最高速度は1300よりもかなり速い90mph (145km/h).,で、0–50 mph (80 km/h)の加速時間は11%短縮された11.5秒と公表された。数ヵ月後に行われたロードテストではメーカーの公表性能値よりもかなり良い最高速度93mph (150km/h)と0–50mph (80km/h)の加速時間10.5秒を記録した。当時イギリス国内での推奨販売価格が£909のこの車に対してロードテストの記事はこう結論付けていた。「1300TCはオリジナル・モデルの僅か£41増しであり、実のところ非常にお買い得である。」

## エステート版
1300のエステート版は企画段階までは進んだが、予算緊縮のために生産されることはなかった。

## 後継車
1970年8月に1300と1300TCはトライアンフ・1500（Triumph 1500）に代替された。エンジンは1,493ccに拡大されて有効トルクが増大したが、最高出力は減少し燃料消費率も悪化していた。顔周りはかなり簡潔にされ、トランクのスペースを拡大するために車体後部を延長してデザインを新しく変更していた。前輪駆動のトライアンフ車の生産は1973年に終了した。

## 余波

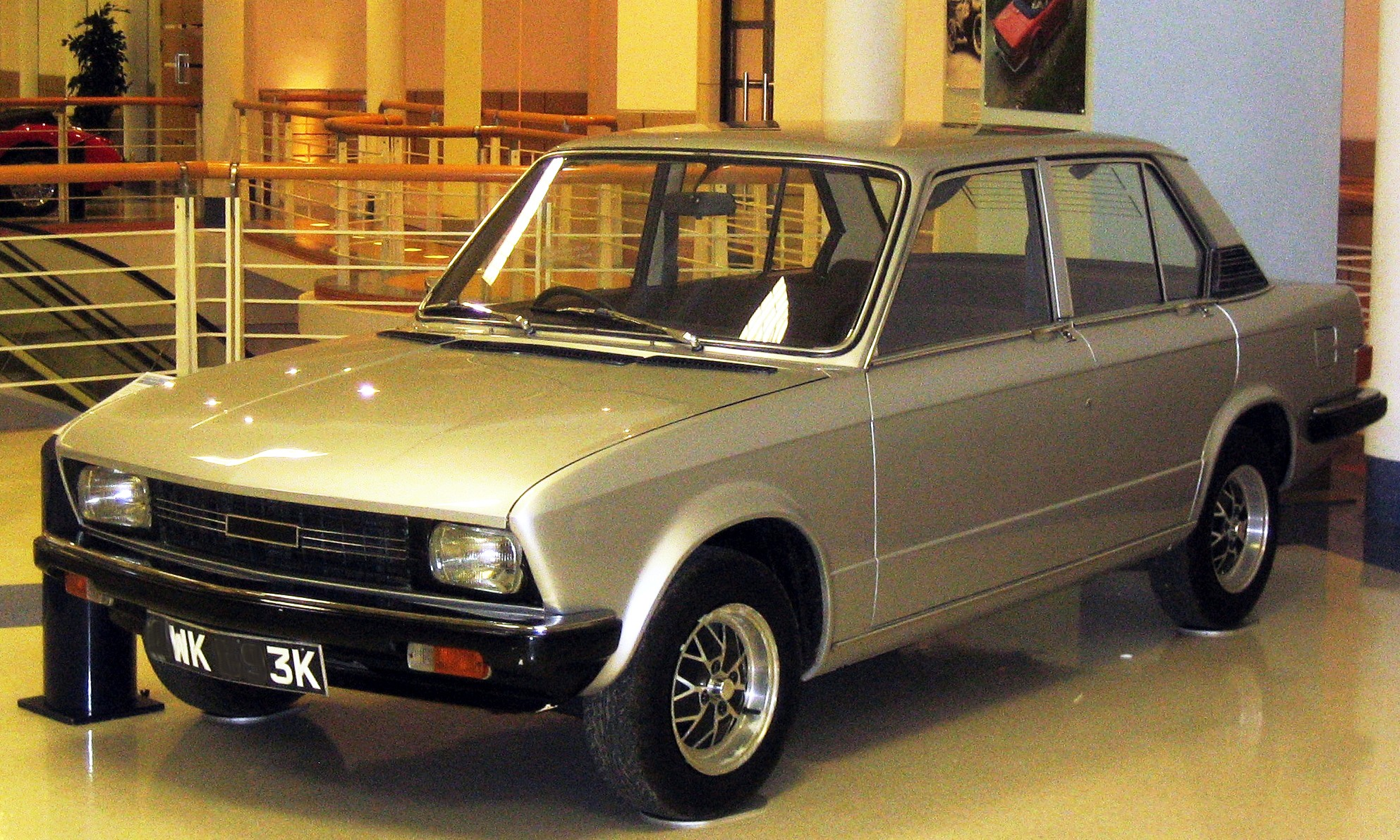
BLMCがトライアンフ・1300の代替を検討した結果、コストを最小限に抑えることを重要視したことでトライアンフ・1500になった。このミケロッティの提案モデルは治具や製造工程に大幅な変更を要したが、ドアと窓は1300のものを流用していた。

成功作であったが旧態化したオースチン＝モーリス車の代替車を見出すことにマネージメント資源を集中したにもかかわらず、多くの意味でトライアンフ・1300はトライアンフとレイランドにとり失敗した挑戦であった。BMC 1100シリーズには数種類のバッジエンジニアリング車が揃っていることが指摘されるべきであったが、このトライアンフのバッジを付けた「自社内」競合車はこれらBMCの小型前輪駆動車の販売台数のどれにも届かなかった。それ以上に前輪駆動機構はトライアンフが期待した程には操縦性と路面追従性の高さを実現できず、その背の高い構成はスピットファイアのようなその他の車種に前輪駆動機構を適用するには制限となった。1300は造りが良く上級小型車部門ではそこそこ売れたが、直系の後継車である1500はモデル途中の1973年に密やかに後輪駆動へと転換していった。トライアンフが他の前輪駆動車を造ることはなく、更に意味深いことに1970年からは1300も後輪駆動車へ再設計されたことでトライアンフ車の中核は1,300ccエンジンのトレド（Triumph Toledo、1971年発売）とより大きなエンジンのドロマイト（1972年発売）といった後輪駆動車が占めることとなった。
全てのスタンダード＝トライアンフ車と同様にDIY整備は簡単であった。クラッチ・プレートは車内から交換が可能で、ミニ系の車とは異なりCVジョイント（CV joint）の交換はレンチを3回動かすだけで済んだ。レイランドの後継会社であるMGローバーがローバー・75をMG ZT 260に転換した時に再度この荒業を出すまで1300はイギリス産の車で「前」輪駆動車として生産が始められ「後」輪駆動車として終わった唯一の存在として記憶される車となった。
1300はスタンダード＝トライアンフ・インターナショナルの現地パートナーである（Tirat Carmel ）のオートカーズ（Autocars Co. ）の手でイスラエルで組み立てられた。ところがイスラエル政府の自動車組み立てに関する奇妙な政策のためにトライアンフはこの車に1,493ccエンジンを1968年初めという早い時点で搭載することを強いられた。これは本国イギリスでこのエンジンを導入するよりも2年も先行していた。実際にはもう一つのイスラエルの自動車組み立て業者である（Illin Industries ）が操業を停止して初めてトライアンフはイスラエル内で1300の組立を行えるようになった。
一つの風変わりな1300からの派生モデルにジープに似た「ポニー」（Pony 、後にDragoon と改称）という農場用車両があった。ポニーは共同事業によるオートカーズ向けの専用車であったが、実際には1968年までにイスラエル国内で極少数しか製造されなかった。ポニーと同じ四輪駆動（4WD）機構がトライアンフ・1300のラリー仕様車に使用された。このラリー仕様車は1969年に転倒、破損するまでにある程度の成功を収めた。4WD仕様のトライアンフ・1300は最終的に諦められた。
FWDのトライアンフ・1300は幾分失望すべき車であったが、その基本設計はドロマイトの生産が終了する1980年までトライアンフの大衆小型車に活用され続け、初期の投資から考えると望外な見返りをもたらした。
現在のイギリスのクラシックカー界において、幾つかの部品は入手困難ではあるがトライアンフ・1300には愛好家がおり、現存する車両もそれ程高価ではない。

## 生産台数
- 1300: 11万3,008台[5]
- 1300TC: 3万5,342台[5]
- 1500 (code RE): 3,676台